# Aartswoud
Aartswoud (zahodnofrizijsko: Ierswoud  ) je vas v nizozemski provinci Severna Holandija, del občine Opmeer. Leži približno 12 km severovzhodno od Heerhugowaarda.
Aartswoud je bil naseljen že od neolitika, cerkev pa je morda obstajala že leta 1395; v vasi še danes stoji cerkveni stolp iz 16. stoletja. Nekdanje pristaniško naselje na Zuiderzeeju je po ustanovitvi Wieringermeerja ostalo brez izhoda na morje. Vas leži na Westfriese Omringdijku, nasipu, dokončanem leta 1250, ki ščiti območje 800 km2, in je zdaj dostopna točka za več naravnih rezervatov, ki povrnejo zemljo, pokrajino, vodne gladine ter floro in favno prejšnjega podeželja Zahodne Frizije.

## Zgodovina
Območje Aartswouda je bilo naseljeno že od poznega neolitika in tamkajšnje naselbine (katere ostanki so 40-80 m široki in 300 m dolgi) ki je pomemben vir za kulturo zvončastih čaš. Makrobotanični ostanki z najdišča so Einkorn pšenica, Emmer, navadna pšenica, goli in oluščeni ječmen ter lan.  V srednjem veku in dokler ni bil poznejši Wieringermeer polderiziran in pristanišče zasuto, je bil Aartswoud pristaniška vas na Zuiderzeeju.
Prvi dokumentiran pojav imena je iz leta 1311, Nedartswoude; različici sta Edaertswoude in Edairtswoude .  Ime je možna referenca na gozdnato območje (woud) v lasti družine Edaert, katere ime je frizijsko. To je pozneje postalo Aertswoud (1450) z različnimi zapisi za začetne samoglasnike in končno Aartswoud. Vas je bila kraj vznemirjenja leta 1799, ko je med anglo-rusko invazijo na Nizozemsko batavski poveljnik Herman Willem Daendels napadel četo britanskih vojakov, ki jih je vodil podpolkovnik Stewart, in ujel dvajset mož in trinajst konj.
Po viru iz leta 1844 je bilo območje, vključno s Hoogwoudom in Aartswoudom, v lasti Edwarda ali Everta, sina bavarskega vojvode Viljema IV., ki je za svojo družino prevzel priimek Hoogwoud. Leta 1607 ga je pridobil Lamoral Egmontski, iz družine grofov Egmontskih. Sredi 18. stoletja je bil v lasti Viljema Mavricija Catskega, leta 1844 pa Matevž Ivan Worbert, grof Wassenaarski.

### Cerkev in stolp
Cerkev v Aartswoudu je verjetno izpričana že leta 1395 pod imenom Nederswout, zagotovo pa v letih 1460–1550, glede na arhiv Domfabriek, upravno središče, ki pripada katedrali sv. Martina v Utrechtu. Na enem od tramov cerkve naj bi bil vklesan napis »1515«. Pred rušenjem so cerkev pregledali in skicirali; risbe so arhivirane pri Rijksdienst voor het Cultureel Erfgoed.
Današnja nizozemska reformirana cerkev je iz leta 1884 in sta jo zasnovala C. Deutekom in C. Leeuw. Njegov kvadratni opečni stolp, v treh delih, ki ga obkroža majhna kamnita kupola, je srednjeveški in izvira iz prve polovice 16. stoletja. Na kamnu nad vhodom je vklesana datacija popravila iz leta 1635. Cerkveni zvon je v dvajsetih letih 16. stoletja ulil Henricus Nieman. Neogotski detajl stolpa izvira iz leta 1895, ko je bila zgradba na zahodni in južni strani prekrita z novo opeko in kamnom, najnižji del severne strani pa ometan. Sedanja dvoranska cerkev nadomešča poznogotsko cerkev in ima eklektične detajle ter okenske okvirje iz litega železa. Ima škatlasto klop iz leta 1641, bogato okrašeno z "lepimi primeri lesenih rezbarij iz 17. st.",  ki je po heraldični podobi pripadala družini Soete Laeckenskih. Cerkvene orgle je leta 1885 zgradil nemški izdelovalec orgel Richard Paul Ibach. Veliko župnišče je bilo zgrajeno leta 1872.
Lokalno ljudsko izročilo pravi, da je cerkveni stolp deloval tudi kot svetilnik, saj je bila obala pri Aartswoudu nevarna, in da so kurili tudi ognje, da bi zmedli ladje v upanju, da bi potonile, da bi lahko ukradli njihov tovor.

## Fizična in socialna geografija
Vas je linijska naselbina, ki se je začela s poselitvijo in izkoriščanjem visokega barja v poznem srednjem veku. Takrat je bila vas na Zuiderzee; sredi 16. stoletja je bilo izkopano pristanišče, ki je bilo nato po nastanku Wieringermeerja (severno od vasi) leta 1930 zasuto 
Aartswoud je bil do leta 1812 samostojna vas; 1. januarja 1812 je bil vključen v občino Hoogwoud. Poleg vaškega naselja je vas vključevala številne hiše vzdolž vzhodne strani Langereisa in severni del De Gouwe ter del Kold van Dussen. Sodno je spadal pod jurisdikcijo gospoščino Hoogwouda do marca 1811.
Aartswoud je imel kongregacijo celinske reformirane cerkve, ki je kasneje postala nizozemska reformirana kongregacija, in je imela svoj cerkveni svet in pridigarja. Aartswoudski katoličani so spadali pod misijon Hoogwouda. 

## Prebivalstvo
Statistično območje "Aartswoud", ki lahko vključuje tudi okoliško podeželje, ima okoli 490 prebivalcev  Prejšnja štetja običajno združujejo Aartswoud in Hoogwoud.

## Naravni rezervati in druge zanimivosti
V vasi je govedorejski muzej, katerega naloga je rešiti starejše sorte goveda pred izumrtjem. V bližini je mlin na veter Westuit Nr. 7, znan tudi kot Koggemolen. Tri naravne rezervate v bližini vasi, Weelpolder, Braakpolder in Kolk van Dussen, upravlja Landschap Noord-Holland.

### Weelpolder
V bližini vasi je naravni rezervat Weelpolder.

### Braakpolder
Aartswoud omogoča dostop do Braakpolderja (braak, "prelom", kaže na njegov izvor; izhaja iz nekdanjega preboja v nasipu).  Braakpolder je zdaj naravni rezervat in kmetje, ki imajo to zemljo v najemu, morajo ohraniti zemljo čim bolj naravno in smejo na primer kositi travinje šele ko odrastejo ali vzletijo piščanci močvirskih ptic, kot je severni škratek. Braakpolder je eno od ducata najpomembnejših arheoloških lokacij v provinci, z ostanki, datiranimi celo 2500 pr.n.š. Da bi jih zaščitili, so dvignili nivo vode, da bi ustvarili okolje, ki je bolj revno s kisikom, kar podaljšuje njihov obstoj. Južno od Braakpolderja je območje, imenovano Braakpolder Zuid, ki je bilo vzpostavljeno, da deluje kot poplavni bazen v času visoke vode.